# Michael Halliday
Pour les articles homonymes, voir Halliday.
Michael Alexander Kirkwood Halliday, dit M.A.K. Halliday, né le 13 avril 1925 à Leeds et mort le 15 avril 2018 à Sydney, est un linguiste d'origine anglaise dont les travaux ont influencé la linguistique systémique (en) et la systemic functional grammar (en),.

## Biographie
Michael Halliday naît et grandit en Angleterre. Ses parents nourrissent sa fascination pour les langues, sa mère ayant étudié le français et son père étant dialectologue. En 1942, Halliday se porte volontaire pour servir dans le département de langues étrangères. Après une formation de 18 mois, il a passé un an en Inde à travailler avec l'unité de renseignement chinoise pour faire du contre-espionnage. Il revient à Londres en 1945 pour y enseigner le chinois. Il obtient une licence avec mention en langue et littérature chinoises modernes (mandarin) à l'université de Londres, un diplôme externe pour lequel il avait étudié en Chine.

## Travaux
- (en) « Notes on Transitivity and Theme in English, Parts 1–3 », in Journal of Linguistics 3(1), p. 37–81 ; 3(2), p. 199–244 ; 4(2), p. 179–215, 1967-1968
- (en) Explorations in the Functions of Language sur Google Livres, Londres, Edward Arnold, 1973
- (en) Learning How to Mean sur Google Livres, Londres, Edward Arnold, 1975
- (en) Avec C.M.I.M. Matthiessen, 2004. An Introduction to Functional Grammar sur Google Livres, 3e éd., Londres, Edward Arnold. (4e éd., 2014)
- (en) Linguistic Studies of Text and Discourse sur Google Livres, éd. Jonathan Webster, Continuum International Publishing, 2002
- (en) On Language and Linguistics sur Google Livres, éd. Jonathan Webster, Continuum International Publishing, 2003
- (en) On Grammar sur Google Livres, éd. Jonathan Webster, Continuum International Publishing, 2005
- (en) The Language of Science sur Google Livres, Jonathan Webster (éd.), Continuum International Publishing, 2006
- (en) Computational and Quantitative Studies sur Google Livres, éd. Jonathan Webster, Continuum International Publishing, 2006
- (en) Avec W. S. Greaves, Intonation in the Grammar of English sur Google Livres, Londres, Equinox, 2008